# Les Dernières Neiges de printemps
Pour plus de détails, voir Fiche technique et Distribution.
Les Dernières Neiges de printemps (L'ultima neve di primavera) est un film dramatique italien écrit et réalisé par Raimondo Del Balzo, sorti en 1973.
Le film a obtenu un succès commercial et a lancé la carrière de l'acteur enfant Renato Cestiè. En outre, le film démarre le genre mélodramatique strappalacrime.

## Synopsis
Roberto habite Pérouse et est un avocat prospère resté veuf avec un fils préadolescent, Luca. Incapable de s'occuper seul de son fils, Roberto l'a inscrit dans un pensionnat, dont l'enfant ne sort que pendant les vacances. Luca souffre de la vie en internat et de l'absence de sa mère.

## Fiche technique
Sauf indication contraire, les informations mentionnées dans cette section peuvent être confirmées par la base de données cinématographiques IMDb,  présente dans la section « Liens externes ».
- Titre français : Les Dernières Neiges de printemps[4]
- Titre original : L'ultima neve di primavera[5]
- Réalisation : Raimondo Del Balzo
- Sujet : Mario Gariazzo
- Scénario : Raimondo Del Balzo, Mario Gariazzo, Antonio Troisi
- Photographie : Roberto D'Ettorre Piazzoli
- Montage : Angelo Curi
- Musique : Franco Micalizzi
- Décors : Gisella Longo
- Société de production : Aerre Cinematografica
- Pays de production :  Italie
- Durée : 95 minutes[5]
- Genre : Drame sentimental[4], Melodramma strappalacrime
- Dates de sortie : 
  - Italie : 20 décembre 1973
  - France : 6 août 1975[4]

## Distribution
- Bekim Fehmiu : Roberto
- Agostina Belli : Veronica
- Renato Cestiè : Luca
- Nino Segurini : Bernardo
- Margherita Horowitz : Mariolina
- Carla Mancini